# Émile Rocher (explorateur)
Ne doit pas être confondu avec Émile Rocher.
Émile Rocher (Valleraugue, 19 novembre 1846 - Anduze, 15 janvier 1924) est un homme d'affaires et diplomate français.

## Biographie
Négociant au Tonkin il accompagne Jean Dupuis lors de son expédition transportant des armes de Hanoï au Yunnan. Il remonte alors le Fleuve Rouge jusqu'à Manhao et parvient à Yunnan-fou par la route de Mong-Tse (mars 1873). Les voyageurs empruntent la même route pour le retour, mais avec une cargaison de cuivre et d'étain. 
En 1886, Rocher devient diplomate et est nommé directeur des douanes du Tonkin. Consul de France à Mong-Tse (1888) puis à Séoul (1892), il séjourne à Malte en 1894 et est nommé chef de la Mission lyonnaise d'exploration commerciale en 1895, en Chine, poste qu'il doit laisser l'année suivante à Henri Brenier. 
Consul de France à Liverpool (1898), consul général à Tien-Tsin après la révolte des Boxers (1901), il prend sa retraite en 1906.

## Œuvres
- La Province chinoise du Yunnan, 2 vol, 1879-1880
- Itinéraire de Chung-Ching à Yunnan-Fou, Bulletin de la Société de géographie, vol. II, 1877, p. 602-623